# Festival of Lights

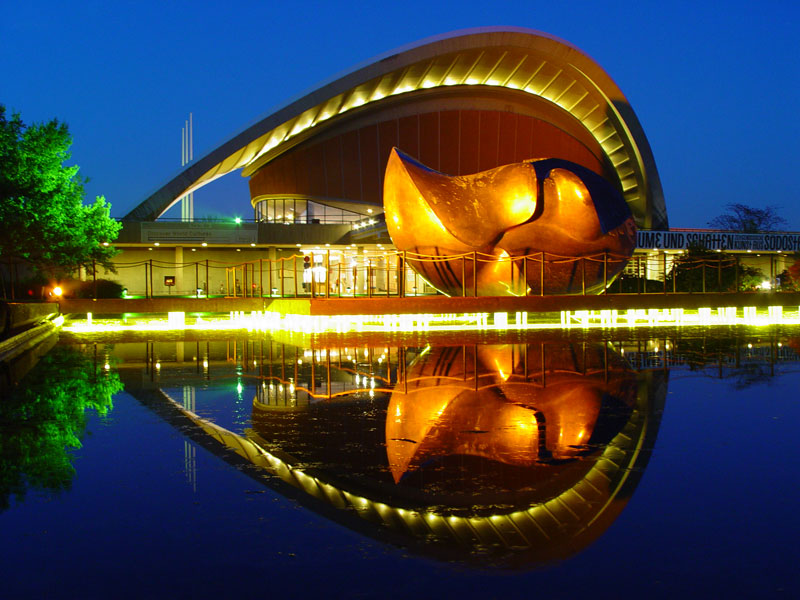
Haus der Kulturen der Welt, Festival of Light 2005

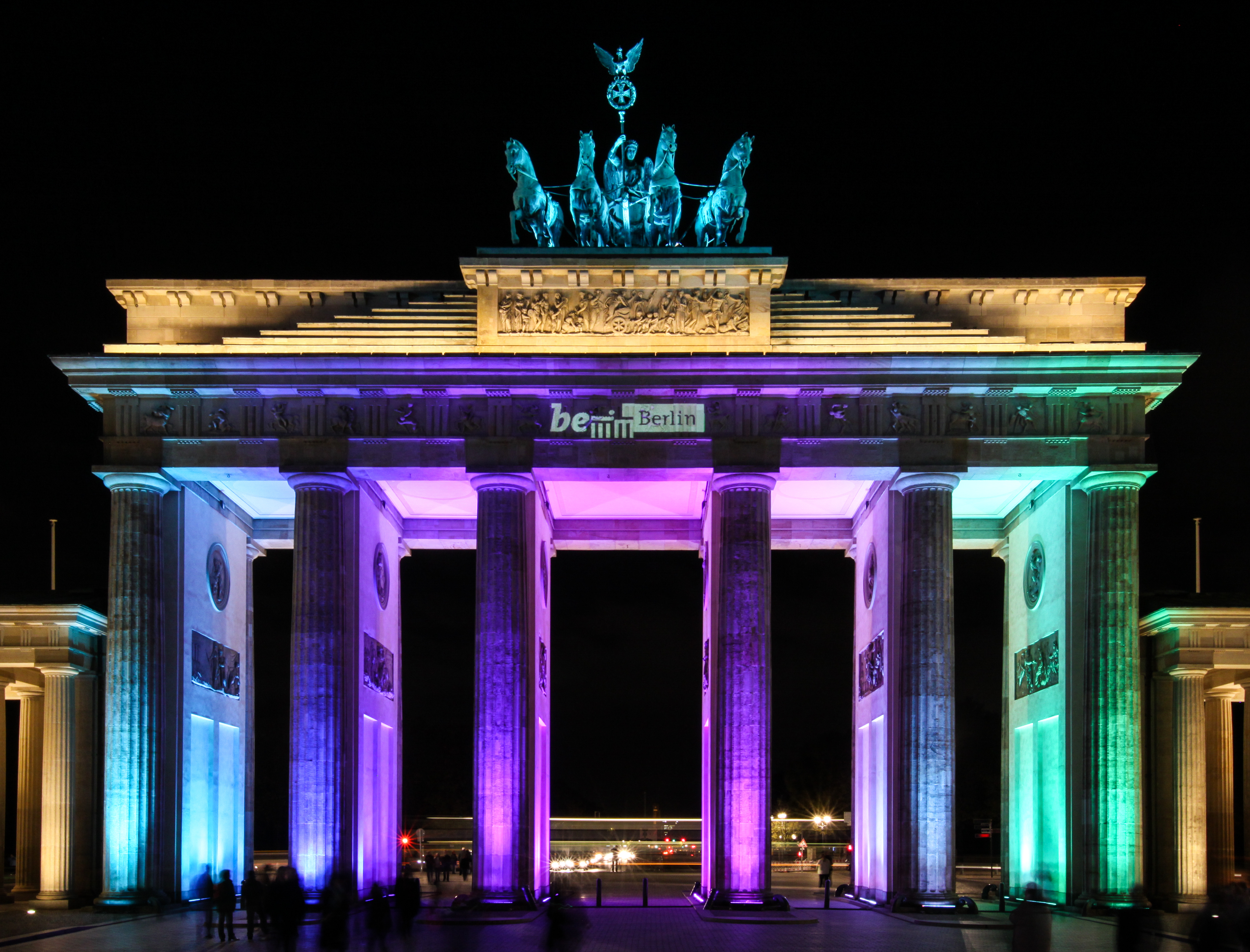
Brandenburger Tor während der Veranstaltung von 2010

Festival of Lights (englisch für „Lichter-Festival“) ist eine internationale Veranstaltungsreihe und eingetragene Marke. Das Festival in Berlin ist eine kostenlose Veranstaltung, die jährlich im Herbst stattfindet und 10 Tage lang Berliner Sehenswürdigkeiten durch Illuminationen, lichtkünstlerische Projektionen und 3D-Mappings aufwändig in Szene setzt. Beleuchtet werden Bauwerke, Straßen und Plätze, so zum Beispiel das Brandenburger Tor, der Fernsehturm, der Berliner Dom, die Siegessäule, aber auch Bundesbehörden und Botschaften.

## Geschichte
Die erste Veranstaltung fand im Jahr 2005 statt.
Initiatoren und Organisatoren des Festivals bis 2009 waren die City Stiftung Berlin, die Union Investment Real Estate AG, der Lichtdesigner Andreas Boehlke sowie Festivalorganisatorin Birgit Zander mit ihrer Agentur Zander & Partner Event-Marketing. Seit 2010 ist Birgit Zander mit ihrer Agentur Zander & Partner alleinige Produzentin des Festival of Lights; Veranstalterin ist die FOL Festival Of Lights International Productions GmbH.
2008 wurden die Lichtfestspiele am 14. Oktober mit der Lichtfontänen-Show Flames of Water vor der Humboldt-Universität in Berlin-Mitte eröffnet. Die Lichtkünstler hatten 49 Wahrzeichen und Plätze Berlins illuminiert oder mit effektvollen Projektionen bespielt. Die Kirchtürme der Nikolaikirche im Stadtzentrum wurden erstmals weiß angestrahlt, womit an die Legende der Flucht von Kurfürst Johann Sigismund vor einer weißen Frau aus seinem Schloss in das Nikolaiviertel im 17. Jahrhundert erinnert wurde. Eine Lichtuhr auf dem Marx-Engels-Forum mit einem Durchmesser von 60 Metern fand als größte der Welt Eingang in das Guinness-Buch der Rekorde. Für Läufer gab es einen Light Run auf einer 7,5 Kilometer langen Strecke entlang vieler angestrahlter Gebäude. Museen, Theater, Botschaften und Traditionsbetriebe organisierten in einer Nacht der offenen Türen Aktionen zum Thema Lichteffekte.
Jedes Festival of Lights steht unter seinem eigenen Motto. Im Rahmen des World Championship of Projection Mapping setzen jedes Jahr zahlreiche Künstler aus aller Welt ihre Visionen in 3D-Videomappings gekonnt in Szene. So auch 2017 unter dem Motto Creating Tomorrow am Berliner Dom. Eines der Programmpunkte des 13. Festival Of Lights war der Sonderpreis Demokratie, an dem Videokünstler aus der ganzen Welt teilgenommen haben. Deren Werke wurden auf dem Schloss Bellevue gezeigt. Die Preisverleihung wurde vom Bundespräsident Frank-Walter Steinmeier eröffnet. Außerdem gab es erstmals eine 360°-Inszenierung am Bebelplatz mit einem 3D-Videomapping zum 275-jährigen Jubiläum der Staatsoper Berlin. Ebenfalls zum ersten Mal gab es ein 3D-Videomapping auf dem Alten Stadthaus, das durch Oscarpreisträgerin Julianne Moore eröffnet wurde. Das 13. Festival of Lights im Jahr 2017 wurde von 3,2 Millionen Besuchern gesehen.
Das Festival of Lights On Tour fand bereits in New York, Toronto, Luxemburg, Bukarest, Zagreb, Moskau, Peking, Zwickau und Jerusalem statt. Laut Eigenangabe gehört das Festival in Berlin zu den bekanntesten Lichtfestivals weltweit.
Als Folge des russischen Überfalls auf die Ukraine und der Energiekrise bemühten sich deutsche Städte darum, ihren Stromverbrauch drastisch zu verringern, auch in Form des Verzichts auf eine helle Beleuchtung von Gebäuden u. a. sehenswerten Objekten. Ende Juli entschied die Berliner Senatsverwaltung für Umwelt, Mobilität, Verbraucher- und Klimaschutz, 200 öffentliche Gebäude nachts nicht mehr zu beleuchten. Den Organisatoren des Festivals of Light wurde jedoch gestattet, die Veranstaltung vom 7. bis zum 16. Oktober 2022 durchzuführen.

## Ähnliche Veranstaltungen
Von 2013 bis 2020 gab es in Berlin neben dem Festival of Lights auch noch die Veranstaltung Berlin leuchtet. Diese dauerte üblicherweise länger als das Festival of Lights (17 Tage). Es wurde zusammen mit einem von dessen ursprünglichen Lichtkünstlern, Andreas Boehlke, organisiert. Beteiligt waren daran fast 500 Gebäude der Stadt.
Seit 2012 gibt es in Amsterdam das Amsterdam Light Festival, das einem ähnlichen Konzept folgt.
In England veranstaltet die Agentur Artichoke ähnliche Lichtfeste, zuerst 2009 in Durham, und seit 2013 beleuchtet Lumiere London die Hauptstadt.
Während die meisten Lichterfeste, bei denen Gebäude illuminiert werden, von der Berliner Veranstaltung inspiriert sind, hat die Fête des Lumières in Lyon ältere Wurzeln. Sie geht auf Feierlichkeiten zu Ehren der Jungfrau Maria zurück, die bis ins Mittelalter reichen, und dazu führten, dass eine vorweihnachtliche Beleuchtung in den Fenstern der Bürger jährlich ab dem 8. Dezember aufgestellt wurde. Die Aufstellung einer Marienstatue 1852 brachte viele Leute auf die Straße, was als erstes städtisch organisiertes Lichterfest in Lyon gesehen wird. Ab 1989 hatte der Stadtrat dann auch eine zusätzliche Beleuchtung städtischer Monumente genehmigt, und 1999 wurden diese erstmals für vier Tage mit Bewegtbildern animiert. Die Veranstaltung zog 2010 drei Millionen Besucher an.